# 오백령 사우
오백령 사우는 충청남도 공주시 우성면 단지리 월굴에 있는 사당이다. 1997년 6월 5일 공주시의 향토문화유적 제7호로 지정되었다가, 2004년 5월 28일 해제되었다.

## 개요
공주에서 우성으로 가는 국도에서 우성면 소재지 조금 못미쳐서 도로변의 우측으로 보이는 열녀오씨 정려를 지나 오른쪽으로 난 소로로 들어가면 월굴마을이 있고 이곳에 오시수의 신도비, 묘소와 함께 있다.
현재는 휴복영당(休復影堂)이라는 현판이 걸려 있는 오백령 영당은 공산지(公山誌)에 월굴영당(月窟影堂)으로 기록된 사우로 조선 말엽에 건립된 것으로 추정된다. 이 사우는 삼문이 있고 영당 주위는 사면이 담으로 둘러져 있으며 정면 3칸 측면 2칸의 익공형식의 맞배지붕이다.
오백령(1560~1633)은 자는 德喬, 호는 默齋이고 吳始壽의 증조이다. 1588년(선조21)에 행한 진사 양시에 합격하고, 1594년(선조 27) 별시문과에 급제하여 兵曹佐郎, 吏曹正郎 1596년(선조 29)에 吏曹參議에 올랐다. 1613년(광해군 5) 간신의 誣告로 투옥되었다가 1623년 인조반정 때 사면을 받고 李曹參判이 되었고 1628년(인조6) 낙향하였다가 다시 弘文館 大提學, 吏曹參判이 되었다. 李适의 난 때에 왕을 공주에 호종한 공으로 뒤에 領議政에 증직되었다.
현재의 휴복영당 내에는 위패와 영정, 그리고 증직교지가 있고, 사우 외측에는 영당 중수기가 있다. 오백령 영정은 원래 황해도 배천에 있던 文會書院에 봉안되어 있던 것을 대원군 때 서원이 훼철되자 철상 익상이 이곳으로 옮겨 모시게 되었던 것이라고 默齋公 影閣重修記에 기록되어 있다. 오백령의 증직교지는 1641년(인조 19) 아들 오준의 공으 로 좌의정에 증직된 교지이고, 묵제공영각중수기는 1928년 오인영이 찬한 영당 중수기로 월굴영당에 오백령의 영정이 봉안되는 내력과 중수사실을 적고 있다.

## 참고 문헌
- 公州大學校博物館 公州市,1995,《公州文化遺蹟》